# Trnov Hrib
Trnov Hrib je naselje u slovenskoj Općini Laškom. Trnov Hrib se nalazi u pokrajini Štajerskoj i statističkoj regiji Savinjskoj. 

## Stanovništvo
Prema popisu stanovništva iz 2002. godine naselje je imalo 48 stanovnika.